# Johann Joseph Franz Maximilian von Brixen
Johann Joseph Franz Maximilian von Brixen (* 5. Dezember 1763 auf Nassiedel; † 16. Januar 1836 in Dortmund) war ein preußischer Generalmajor und 2. Kommandant der Festung Stettin.

## Leben

### Herkunft
Seine Eltern waren Joseph von Brixen (Brix und Monzel) und dessen Ehefrau Anna Minna, geborene von Brixen. Sein Vater war Landesdeputierter des Kreises Leobschütz sowie Erbherr auf Jakubowitz und Raduschau.

### Militärkarriere
Brixen kam am 12. November 1775 als Page an den Berliner Hof von König Friedrich II. Am 26. September 1781 wurde er als Fähnrich im Regiment der Garde angestellt und am 30. Mai 1787 zum Sekondeleutnant befördert. Als solcher nahm er am Ersten Koalitionskrieg teil. Brixen kämpfte in den Schlachten bei Pirmasens, Kaiserslautern, den Gefechten bei Kreuznach, Zweibrücken, Frankenthal sowie den Belagerungen von Mainz und Landau. Für Mainz erhielt er am 26. Juli 1793 den Orden Pour le Mérite. Ab dem 9. Januar 1794 war Brixen als Kapitän von der Armee und Generaladjutant bei General von Rüchel tätig, dem er lange persönlich verbunden blieb.
Am 19. September 1797 wurde er als Major und Kompaniechef in die Oberschlesische Füsilierbrigade versetzt. Brixen verfasst mehrere Denkschriften, darunter 1803 die viel gelesene Versuch einer Theorie des Terrains. Am 5. Juli 1803 bekam er sechs Monate Urlaub, um nach Paris zu gehen. Am 21. September 1805 wurde er unter Belassung in seiner Stellung bei der Oberschlesischen Füsilierbrigade abermals zum Adjutant des Generalleutnants Rüchel bestellt. Während des Vierten Koalitionskrieges kämpfte er in der Schlacht bei Jena und später im Gefecht bei Königsberg.
Nach dem Krieg erhielt Brixen ab dem 14. Juni 1807 Urlaub, um auf sein Gut Köppenberg bei Neiße zu gehen. Am 28. März 1809 nahm er seinen Abschied mit einer Pension von 400 Talern, allerdings erhielt er zunächst nur die Hälfte der Pension. Im Vorfeld der Befreiungskriege wurde er am 6. Mai 1813 zum Brigadier der Landwehr in Schlesien ernannt. Am 4. Juni 1813 wurde er dann Adjutant des Generalleutnants von Zastrow, aber bereits am 19. November 1813 kam er als Adjutant zum General von Heister. Am 14. Mai 1815 wurde er dann zur Dienstleistung in den Generalstab der 22. Brigade kommandiert und nahm auch noch am Feldzug von 1815 teil.
Am 3. Oktober 1815 wurde Brixen zum Oberstleutnant befördert und am 16. Oktober 1816 als 2. Kommandant nach Stettin versetzt, wo er sich besonders um das Fort Preußen kümmerte. In dieser Eigenschaft avancierte er Ende März 1819 zum Oberst. Im Jahr 1825 verlieh man ihm das Dienstkreuz und am 18. Januar 1832 den Roten Adlerorden III. Klasse. Unter Verleihung des  Charakters als Generalmajor nahm Brixen am 26. August 1832 seinen Abschied mit einer jährlichen Pension von 1750 Talern. Er starb am 16. Januar 1836 in Dortmund.

### Familie
Brixen heiratete am 24. August 1798 in Heeren Sophie Freiin von Plettenberg zu Heeren (1772–1799). Nach ihrem Tod heiratete er am 28. Mai 1800 in Neumarkt Charlotte Freiin von Plettenberg-Heeren (1782–1803). Am 16. April 1804 verheiratete er sich in Heeren mit Wilhelmine von Bronikowski (1774–1835). Nachdem diese Ehe 1810 geschieden wurde, heiratete Brixen am 5. Februar 1819 in Borgholz Marie von der Decken (1783–1832). Aus den Ehen gingen folgende Kinder hervor:
- Karl (1802–1826), Sekondeleutnant im 2. Garde-Regiment zu Fuß
- Hermann Albert (* 1802)
- Karl Friedrich Wilhelm (* 1805)
- Friedrich (1807–1866), preußischer Oberst[2]
- Karl Friedrich (1810–1858), Major, Kommandeur des I. Bataillon im 20. Landwehr-Regiment
- Hans Wilhelm (1820–1870), preußischer Oberst und Kommandeur des 3. Westfälischen Infanterie-Regiments Nr. 16, gefallen bei Mars-la-Tour[3]